# Selecció de la ruleta
La selecció de la ruleta és una forma de selecció proporcional a l'aptitud en la qual la probabilitat que un individu sigui seleccionat és proporcional a la diferència entre la seva aptitud i la dels seus competidors. Conceptualment, això pot representar-se com un joc de ruleta, on cada individu obté una secció de la ruleta, però els més aptes obtenen seccions majors que la dels menys aptes. Després, la ruleta es fa girar i cada cop es tria a l'individu que "tingui" la secció en què la ruleta s'ha parat.
Existeix un algorisme per a realitzar aquest procés:
1. Suma total: Calcular la suma total acumulada dels fitness de tots els individus de la població actual.
2. Elegir un nombre aleatori r: Generar un nombre aleatori entre 0 i la suma total.
3. Recórrer: Recórrer la població acumulant novament els fitness. Quan la suma que es porti sigui major o igual a r seleccionem l'individu actual.

L'algorisme té una complexitat de O(n2) tornant-se ineficient a mesura que creix n (la mida de la població) És simple, poc eficient i presenta el problema de què l'individu menys apte pot ser seleccionat més d'un cop. Presenta el problema que hi ha diferències entre el valor de còpies esperat i el valor real de còpies obtingut. El pitjor individu pot seleccionar-se diverses vegades.